# Aimé Quernol
Aimé Quernol est le nom de plume anagramme de Léon Marique, médecin et écrivain dialectal belge de culture wallonne né à Velaine le 25 juillet 1886 et mort à Liège le 1er juillet 1950. Ses romans qui décrivent le quotidien de la société wallonne mi-rurale mi-ouvrière du début du XXe siècle entremêlent le français et le wallon. Le prix George Garnir lui est décerné en 1951.

## Biographie
Léon Marique est né le 25 juillet 1886 à Velaine, dans la province de Namur ; il est le fils de Léon-Jacques-Bernard Marique, docteur en médecine, et de Marie-Anne Joassin. Peu après sa naissance, la famille s'installe à Vottem, dans la banlieue liégeoise. Après ses études secondaires au collège Saint-Servais à Liège, il obtient son diplôme de médecin à l'université de Liège puis poursuit une spécialisation en stomatologie à Paris. Brièvement médecin militaire à Gand, il installe ensuite son cabinet à Liège. Durant la Première Guerre mondiale, il collabore à La Dame blanche, réseau de renseignements fondé par son ami Walthère Dewé.
Léon Marique est mort à Liège le 1er juillet 1950. Il avait épousé Antoinette-Marie-Clémentine Collard ; leur fille, Marielle, était l'épouse de l'historien Robert Demoulin.

## Carrière littéraire
Léon Marique publie ses premiers textes littéraires, entre 1925 et 1930, dans un petit journal médical dont il est le fondateur. Sur les conseils de ses amis Marie Delcourt et Alexis Curvers, il réunit ses écrits dans un premier roman, Toussaint de chez Dadite, qui paraît en 1937 ; encouragé par Jean Haust, il poursuit l'écriture de six autres romans. Pour son dernier roman publié de son vivant, Lisa (1950), il reçoit à titre posthume, en 1951, le prix George Garnir, qui récompense « l'auteur belge, de langue française, d'un roman ou d'un recueil de contes évoquant les aspects et les mœurs des provinces wallonnes ». Ses œuvres, à l'intrigue très légère, sont en effet surtout un prétexte à décrire la société de la banlieue liégeoise, mi-rurale, mi-urbaine, du début du xxe siècle dont, fils de médecin de campagne et médecin lui-même, il reçoit les confidences et qu'il observe avec finesse,,.
Son nom de plume, « Aimé Quernol » est l'anagramme de son nom « Léon Marique ». Il écrit en français dialectal teinté de wallon liégeois, comme son prédecesseur Marcel Remy, et est étudié ou cité en exemple par plusieurs linguistes,,,,.
Léon Marique était membre de la Société de langue et de littérature wallonnes.

## Œuvres
- Toussaint de chez Dadite, 1937 ;
- Babette, 1939 ;
- Lambert-d'au-Moulin, 1941 ;
- Sabine, 1945 ;
- Alexis Canon, 1946 ;
- Lisa, 1950 (Prix George Garnir 1951).
- Coucou, mon parrain, publié à titre posthume en 1976 par Maurice Delbouille[1],[13].